# 完顏宗義
完颜宗义（？—1150年），本名孛吉，也作孛极，女真族，姓完颜。世祖完颜劾里钵之孙，辽王完颜斜也（完颜杲）第九子。
天德元年（1149年）完颜宗义担任尚书左丞。次年，完颜宗义被完颜亮任命为平章政事。当时完颜亮已经诛杀太宗子孙七十余人，还是猜忌完颜斜也诸子强盛，想要全部除掉。元帅府令史遥设诬陷他和完颜撒离喝谋反，于是被完颜亮杀害。完颜斜也子孙百余人同时被杀。大定元年（1161年）金世宗将他追复官爵，赠特进。